# تپه گازیاماجی
تپه گازیاماجی مربوط به عصر آهن است و در شهرستان اردبیل، بخش مرکزی، دهستان سردابه، روستای عموقین واقع شده و این اثر در تاریخ ۲۷ بهمن ۱۳۸۷ با شمارهٔ ثبت ۲۴۵۲۴ به‌عنوان یکی از آثار ملی ایران به ثبت رسیده است.